# La Malahá
La Malahá è un comune spagnolo di 1 657 abitanti situato nella comunità autonoma dell'Andalusia.